# Paige Spiranac

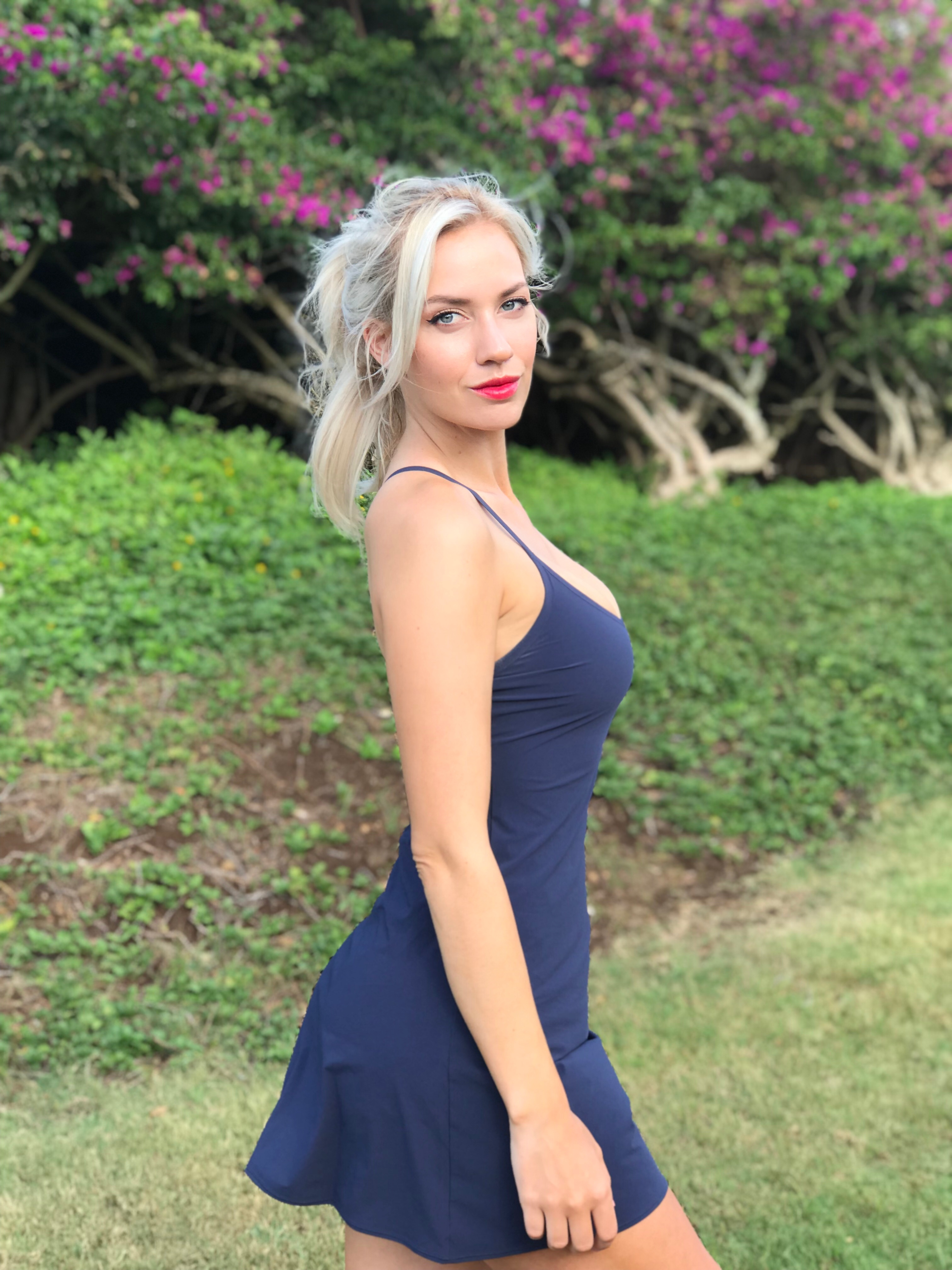
Paige Spiranac (2019)

Paige Renee Spiranac (* 26. März 1993 in Wheat Ridge, Colorado) ist eine Profigolferin, Golflehrerin und Influencerin.

## Karriere
2010 begann Spiranac als Golferin tätig zu sein. Dabei nahm sie unter anderem am „CWGA Junior Stroke Play“ teil, wodurch sie ein Sportstipendium erhielt. An der University of Arizona und San Diego State University entwickelte sie sich zur Profisportlerin, wo sie fünf von sieben Wettbewerbe während des Studiums – das sie mit 22 Jahren mit einem Abschluss in Kommunikationswissenschaften vollendete – gewann; der Las Vegas Collegiate Showdown war einer davon. Einen ersten sportlichen Höhepunkt erlebte sie mit dem Gewinn der Cactus Tour 2016. In der Saison 2011/12 nahm sie an folgenden Wettbewerben teil: „Windy City Intercollegiate“, „Pac-12/SEC Challenge“ und „Wildcat Invitational“. In der Folgesaison gelang ihr ein fünfter Platz beim „Cal Classic“, ein sechster Platz beim „Mountain West Championship“ und ein 19. Platz beim „NCAA Central Regional Championships“. In der Saison 2013/14 erhielt sie eine Top-10-Platzierung beim „Mountain West Championship“. Ihren Höhepunkt hatte sie durch den Gewinn der „Cactus Tour“ im Mai 2016, wo ihr Hannah O’Sullivan überraschend unterlag. Beim „Stallion Mountain“ (9. Platz), Aliante Golf Club (17. Platz), Walnut Creek (17. Platz) und CoBank Colorado Women’s Open (9. Platz) verschlechterten sich ihre Platzierungen. 2016 endete mit einem zweiten Platz beim „Legacy“ (Arizona) und einer Top-5-Platzierung beim „Trilogy“.

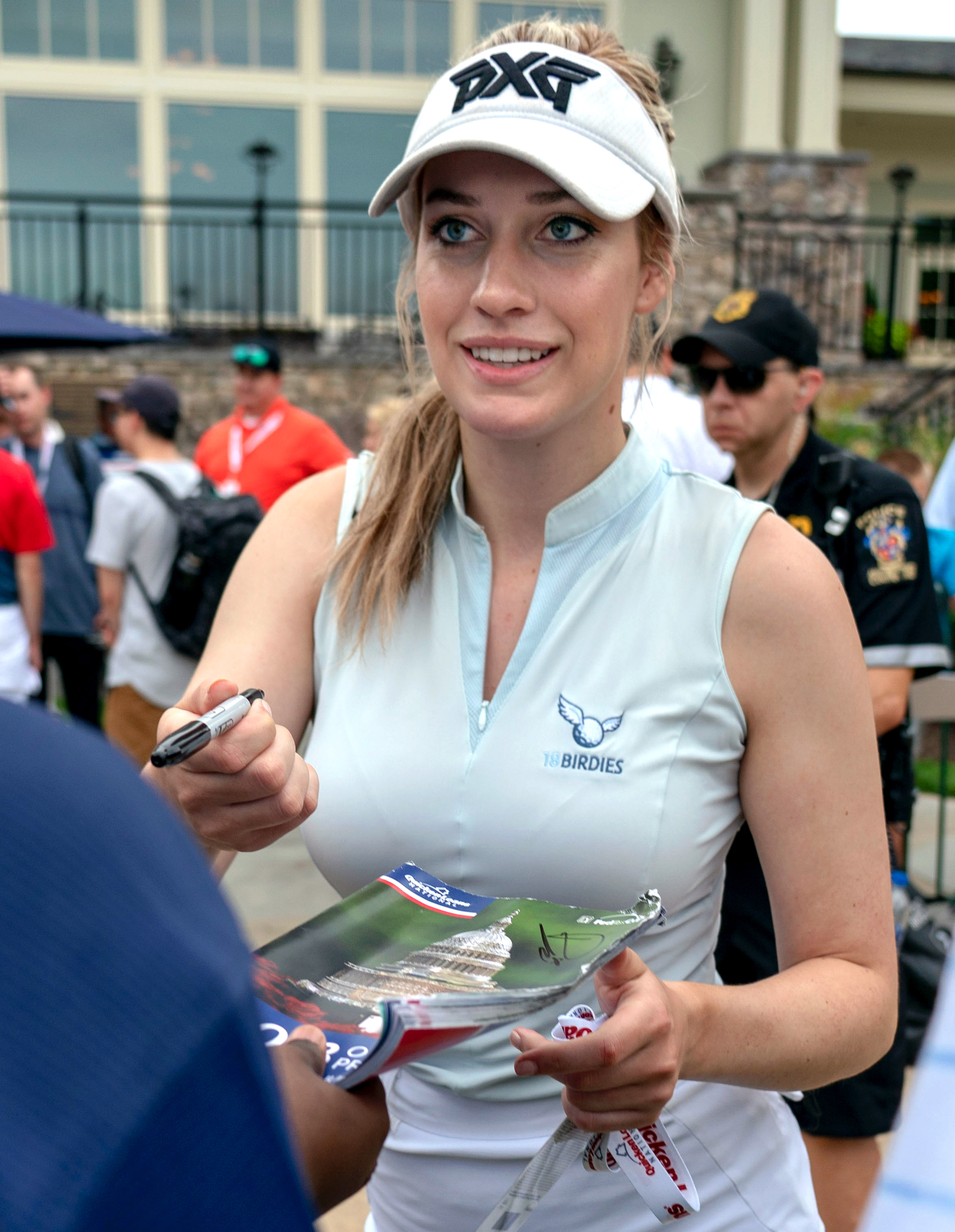
Spiranac (2018)

Aus gesundheitlichen Gründen legte Spiranac ab 2017 ihren Schwerpunkt auf Unterricht und die Sozialen Medien. Zusammen mit der Golfexpertin Amanda Rose betreibt sie den Golf-Podcast Playing-A-Round. Auf Instagram hat sie 3,7 Millionen Follower, auf Twitter 750.000 und auf YouTube mehr als 300.000. 2022 wurde sie von der Zeitschrift Maxim als erste Sportlerin überhaupt zur „Sexiest Woman Alive“ gekürt.
Oft wurde Spiranac hauptsächlich aufgrund ihrer knappen Bekleidung wahrgenommen; sie wünscht sich jedoch lediglich eine Anerkennung und Gleichstellung von Frauen im Sport.

## Privates
Spiranac stammt aus einer sportlichen Familie kroatischer Abstammung. Ihr Vater Dan war Mitglied der American-Football-Mannschaft Pittsburgh Panthers, die 1976 die nationale College-Meisterschaft gewann. Ihre Mutter Annette war eine professionelle Ballerina. Ihre ältere Schwester Lexie erhielt ebenfalls ein College-Sportstipendium und trat im Stanfords Leichtathletik-Team an.
In der Hoffnung, an den Olympischen Spielen teilnehmen zu können, praktizierte Spiranac Gymnastik. Mit 12 Jahren machte eine zweimal gebrochene Kniescheibe ihre Turnträume zunichte und trieb sie in Richtung Golf. Sie wechselte oft zwischen verschiedenen Wohnorten, und, um sich auf ihre Golfkarriere zu konzentrieren, erhielt sie dort jeweils Hausunterricht.
2018 heiratete Spiranac Steven Tinoco, einen Fitnesstrainer und ehemaligen Baseball-Spieler der Minor League Baseball, von dem sie sich jedoch 2022 scheiden ließ.